# گاردنا ماوا
گاردنا ماوا (به لهستانی:  Gardna Mała) یک روستا در لهستان است که در گمینا سمووجنو واقع شده‌است. گاردنا ماوا  ۱۹۰ نفر جمعیت دارد.